# سقوط النظام الفاشي في إيطاليا
سقوط النظام الفاشي في إيطاليا، والمعروف أيضا في إيطاليا باسم 25 Luglio (Venticinque Luglio، pronounced [ˌventiˈtʃiŋkwe ˈluʎʎo]؛ وتعني «25 يوليو»، جاء نتيجة المؤامرات المتوازية التي قادها الكونت دينو غراندي والملك فيكتور إيمانويل الثالث على التوالي في ربيع وصيف عام 1943، وبلغت ذروتها بتصويت بحجب الثقة ضد رئيس الوزراء بينيتو موسوليني في اجتماع مجلس الفاشية الكبير في 24-25 يوليو 1943. نتيجة لذلك، تم إنشاء حكومة جديدة، وضعت حداً لمدة 21 عامًا من الحكم الفاشي في إيطاليا، ووضع موسوليني قيد الاعتقال.    

## خلفية
في بداية عام 1943، كانت إيطاليا وإنزال الحلفاء في شمال إفريقيا في 8-12 نوفمبر إلى تعرض إيطاليا لغزو قوات الحلفاء.  إن هزيمة القوة الاستكشافية الإيطالية ( ARMIR ) في روسيا، والقصف العنيف للمدن، والافتقار إلى الغذاء والوقود تسبب في هبوط معنويات السكان، الذين أراد غالبيتهم إنهاء الحرب وإدانة التحالف مع ألمانيا.  احتاجت إيطاليا إلى مساعدة ألمانية للحفاظ على السيطرة على تونس، آخر معاقل قوى المحور في إفريقيا. أقنع الدوتشي الإيطالي، بينيتو موسوليني، أن الحرب يمكن أن تقرر في مسرح البحر الأبيض المتوسط. في 29 أبريل 1943، في اجتماع في Klessheim، رفض هتلر اقتراح موسوليني بالسعي إلى سلام منفصل مع روسيا ونقل الجزء الأكبر من الجيش الألماني جنوبًا.  تم رفض طلب تعزيزات للدفاع عن الجسر في تونس من قبل الفيرماخت، الذي لم يعد يثق في الإرادة الإيطالية للحفاظ على المقاومة.  كانت صحة موسوليني عاملاً آخر من عوامل عدم اليقين. كان مصابا بالاكتئاب وتم تشخيصه التهاب المعدة والاثني عشر.  بسبب مرضه، اضطر الدوتشي في كثير من الأحيان إلى البقاء في المنزل، وحرمان إيطاليا من حكومة فعالة.

### خسارة تونس
أدى سقوط تونس في 13 مايو 1943 إلى تغيير جذري في الوضع الاستراتيجي. كان من المهم بالنسبة لألمانيا أن تسيطر على إيطاليا، التي تحولت إلى معقل خارج سيطرة الرايخ، لأنها كانت عرضة للغزو. وضع الألمان خططًا لعمليات Alarich وKonstantin، المكرسة على التوالي لاحتلال إيطاليا ومناطق البلقان التي يحتلها الجيش الإيطالي، من أجل السيطرة على إيطاليا ونزع سلاح القوات الإيطالية بعد الهدنة المتوقعة مع الحلفاء.  استعدادًا لذلك، أراد الألمان زيادة القوات البرية في إيطاليا. رفض أمبروسيو وموسوليني وطلبوا المزيد من الطائرات فقط لأنهم أرادوا الحفاظ على الاستقلال الإيطالي.  في 11 يونيو 1943، استولى الحلفاء على جزيرة بانتيليريا وهو أول جزء تخسره إيطاليا من اراضيها في الحرب. تم تحويل بانتيليريا إلى قلعة من قبل موسوليني، لكنها - على عكس مالطة - سقطت بيد الحلفاء دون مقاومة كبيرة بعد قصف عنيف استمر أسبوعًا. أصبح من الواضح الآن أن خطوة الحلفاء التالية ستكون غزو إحدى الجزر الكبيرة الثلاث: صقلية، سردينيا أو كورسيكا. 

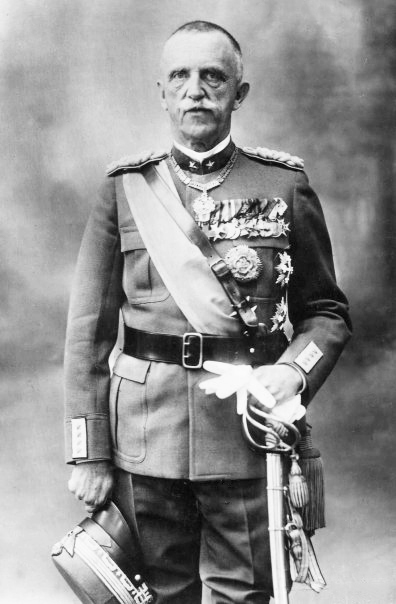
الملك فيكتور إيمانويل الثالث، مستشهداً بالاحترام الرسمي للدستور، أصر على التصويت بحجب الثقة كشرط مسبق قبل استبدال موسوليني

في منتصف شهر مايو، بدأ الملك يفكر في الخروج من الحرب بعد أن أقنعه ديوك بيترو داكوارون، وزير البيت الملكي، الذي كان قلقًا بشأن مستقبل الملكية.   بدأ الرأي العام الإيطالي ينقلب على النظام الملكي بعد تقاعس الملك.  في نهاية شهر أيار (مايو)، استقبل دكتور أكواروني ومساعد الملك، الجنرالان إيفانو بونومي ومارسيلو سولري، اثنين من كبار السياسيين في عصر ما قبل الفاشية. حيث ضغطوا من أجل اعتقال موسوليني، لكنهم أصيبوا بالإحباط بسبب التقاعس الملكي.    في 30 يونيو، التقى بونومي مع ولي العهد أمبرتو واقترح ثلاثة جنرالات (أمبروسيو، مارشال بيترو بادوغليو وإنريكو كافيليا ) كخلفاء محتملين لموسوليني.  في 4 يوليو ، تم استقبل بادوجليو أومبرتو، الذي أشار ضمناً إلى أن التاج لم يعد يعارض أي تغيير في الحكومة.  في اليوم التالي، اقترح أمبروسيو أن يعين الملك بادوجليو أو كافيليا لرئاسة أي حكومة تحل محل موسوليني.   كان كافيليا، الماسوني الرفيع المستوى، يُعتبر مسنا لمثل هذه المهمة الصعبة على الرغم من موقفه المناهض للفاشية.  أصبح بادوجليو، الذي استقال من منصب رئيس الأركان العامة بعد كارثة اليونان في عام 1941، عدوًا مريراً لموسوليني وأراد الانتقام. لقد كان صديقًا شخصيًا لدوق داكوارون، الذي كان مساعدًا للمخيم له، وكلاهما - مثل كافيليا - كانوا ماسونيين. كان التعاون بين المارشالين غير وارد لأن كافيليا كان يكره بادوجليو.
في 4 يونيو، استقبل الملك دينو غراندي، الذي كان لا يزال رئيسًا لغرفة الفاسي والشركات، على الرغم من إسقاطه من مجلس الوزراء. كان جراندي أحد كبار قادة الحزب الفاشي، الجرارشي. على الرغم من كونه زميلًا وثيقًا لموسوليني لأكثر من 20 عامًا، إلا أنه كان محافظًا يمينيًا أكثر من فاشي. نظر إلى الفاشية كظاهرة سريعة الزوال تقتصر على عمر موسوليني. كان جراندي يُعتبر في كثير من الأحيان الخلف الأكثر ترجيحًا للدوتشي نظرًا لتجربته الدبلوماسية كوزير للخارجية والسفير السابق في المملكة المتحدة وموقعه كعدو قوي لألمانيا مع دائرة صديقة كبيرة في المؤسسة البريطانية.   بغض النظر عن إخلاصه الشخصي لموسوليني، اعتقد جراندي أن الطريقة الأكثر فاعلية لخدمته تتمثل في مواجهة أوامره من حين لآخر ومنحه الفضل في أي نجاح. في 25 مارس 1943، منحه فيكتور عمانويل أعلى تشريف ملكي، collare dell'Anununziata، مما أتاح له الوصول غير المقيد إلى البيت الملكي. خلال لقائه الأخير بالملك قبل 25 يوليو، سرد جراندي خطته الجريئة للقضاء على موسوليني ومهاجمة الألمان.  قارن غراندي فيكتور عمانويل بدوق سافوي في القرن الثامن عشر، فيكتور أميديوس الثاني، الذي تحول من التحالف مع الفرنسيين إلى التحالف الإمبراطوري، وأنقذ السلالة.  كان كل ما يحتاجه الملك هو بيترو ميكا (جندي سافوي الذي أصبح بطلاً قومياً لتضحيته في الدفاع عن تورينو عام 1706 ضد الفرنسيين) ، وقد اقترح غراندي نفسه لهذا الدور.  ورد فيكتور عمانويل بأنه كان ملكًا دستوريًا، لذا لم يكن بإمكانه التحرك إلا بعد تصويت البرلمان أو مجلس الفاشية الكبير.  عارض الملك اتخاذ خطوة مفاجئة يمكن اعتبارها خيانة. طلب الملك من جراندي تخفيف نشاطه من خلال تفعيل البرلمان والمجلس الكبير والحفاظ على ثقته فيه.  عاد جراندي إلى مسقط رأسه، بولونيا، في انتظار تطور جديد مع العلم أن الملك كان يدرك أخيرًا الموقف، مع توقع تقاعسه المحتمل أيضًا. 
في 19 يونيو 1943، تم عقد آخر اجتماع لمجلس الوزراء في الحقبة الفاشية.  واجه وزير الاتصالات، السناتور فيتوريو سيني، وهو رجل صناعي إيطالي قوي، موسوليني حول إيجاد وقت وطريقة للخروج من الحرب.  استقال سيني بعد الاجتماع الذي أشار إلى تعثر كاريزما موسوليني حتى بين حاشيته. أخبره الأشخاص المكرسون له، بما في ذلك عملاء الشرطة السرية لمملكة إيطاليا والألمان، باستمرار أن هناك عدة مخططات جارية. لم يكن ناك ردة فعل من الدوتشي مطلقًا، حيث أخبر كل واحد منهم أنهم يقرؤون الكثير من روايات الجريمة أو يتأثرون بهوس الاضطهاد.  في 24 يونيو، ألقى موسوليني خطابه المهم الأخير كرئيس للوزراء، والمعروف باسم (بالإيطالية: bagnasciuga). وعد الدوتشي بأن الجزء الوحيد من إيطاليا الذي كان بإمكان الأنجلو أمريكيون احتلاله هو الخط الساحلي.  بالنسبة للعديد من الإيطاليين، كان خطابه المشوش وغير المتماسك هو الدليل الأخير على وجود خطأ في موسوليني. 

### الإنزال في صقلية
في ليلة 10 يوليو، أنزل الحلفاء في صقلية.  على الرغم من توقع الغزو، سحقت القوات الإيطالية بعد المقاومة الأولية، وعلى غرار أوغوستا (معقل الجزيرة الأكثر تحصينًا)، انهارت دون قتال.  في غضون أيام، أصبح من الواضح أن صقلية ستضيع. في 16 يوليو، ذهب باستيانيني إلى Palazzo Venezia (مقر الدوتشي) لتحضير موسوليني برقية لإرسالها إلى هتلر حيث قام بتوبيخ الألمان لعدم إرسالهم تعزيزات.  بعد موافقة الدوتشي، طلب وكيل الوزارة الحصول على تصريح لإقامة اتصالات مع الحلفاء. وافق موسوليني، بشرط عدم المشاركة مباشرة.   كان المبعوث السري هو مصرفي الفاتيكان، جيوفاني فومي، الذي كان من المفترض أن يصل إلى لندن عبر مدريد أو لشبونة.  في نفس الليلة، عبر باستيانيني نهر التيبر للقاء الكاردينال ماجليون، وزير خارجية الفاتيكان، الذي تلقى وثيقة تشرح الموقف الإيطالي بشأن خروج محتمل من جانب واحد من الحرب. 
بعد سقوط تونس وبانتيليريا، اعتقدت غالبية إيطاليا أنهم خسروا الحرب.  أدى الإنزا في صقلية إلى تسريع الأزمة، وضعف المقاومة صدم الفاشيين، الذين تساءلوا لماذا لم يكن هناك ردة فعل من الدوتشي. كان أولئك الذين يتطلعون إلى تحرك الملك أو موسوليني في حالة جمود، وقد حان الوقت لإيطاليا لإيجاد مؤسسة مناسبة لاتخاذ إجراءات سياسية. 

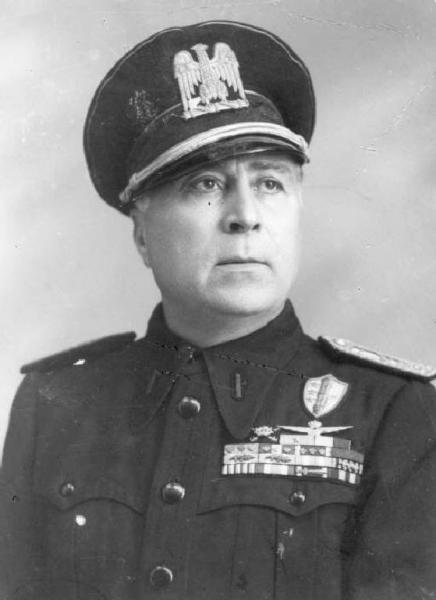
روبرتو فاريناشي، رأس كريمونا، المتشدد الفاشي، الحليف القوي للألمان، وخصم غراندي

تم رفض اقتراح قدمه 61 من أعضاء مجلس الشيوخ، في 22 يوليو، وطلب عقد مجلس الشيوخ من قبل موسوليني، ولم يكن لدى موسوليني سوى سلطة استدعاء المجلس الكبير وتحديد جدول أعماله.  كان فكرة دينو غراندي هي خلع موسوليني، والسماح للملك بتشكيل حكومة بدون فاشيين، وفي نفس الوقت مهاجمة الجيش الألماني في إيطاليا.  وضع سكرتير الحزب الجديد، كارلو سكورزا، خطته الخاصة. مثل Farinacci، اعتقد أن الحل الوحيد هو «التجميد» السياسي لموسوليني والسعي لحرب شاملة. لقد تصرف Farinacci بالتعاون الوثيق مع الألمان، لكن أعتقد Scorza أن الحزب يجب أن يتولى السلطة مباشرة، والتي ظهرت مصداقيتها إلى حد كبير في السنوات القليلة الماضية.  في 13 و16 يوليو التقى العديد من الفاشيين بقيادة Farinacci في المقعد الرئيسي للحزب في ساحة Piazza Colonna وقرروا الذهاب إلى Mussolini في Palazzo Venezia للمطالبة بدعوة من المجلس الكبير.  في نهاية الاجتماع، وافق موسوليني على دعوة الجمعية العليا للفاشية. 